# Dioscurs
|  | «Pòl·lux» redirigeix aquí. Vegeu-ne altres significats a «Pòl·lux (desambiguació)». |

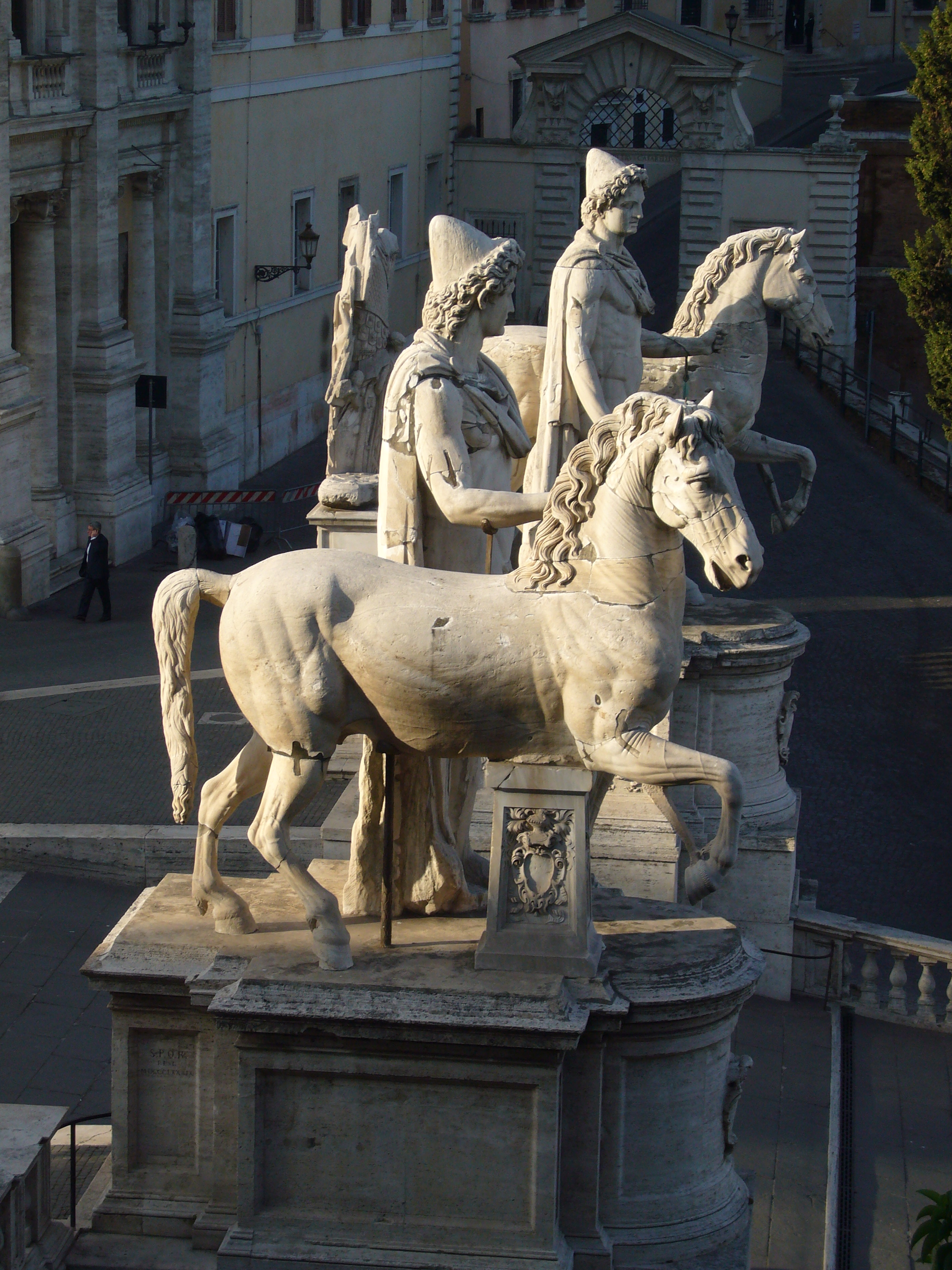
Els Dioscurs del Capitoli de Roma, obra de Miquel Àngel.

A la mitologia grega, els Dioscurs (en grec Διόσκουροι, Dióskuroi, "fills de Zeus") són els fills de Zeus i Leda: Càstor i Pòl·lux (també dit Polideuces). La forma singular Διόσκουρος (Dióskouros), o Διόσκορος (Dióskoros), només apareix en els escrits dels gramàtics; els escriptors llatins utilitzen de vegades Castors per als dos germans.
Són germans d'Hèlena i també de Clitemnestra. Però Leda estava casada amb el rei Tindàreu de Lacedemònia i la nit en què Zeus es va unir a Leda sota la forma d'un cigne, ella també es va unir amb el seu marit humà, i les dues parelles de bessons que van néixer s'atribueixen així: Pòl·lux i Hèlena a Zeus i Càstor i Clitemnestra a Tindàreu. De vegades els Dioscurs són anomenats Tindàrides o fills de Tindàreu. Una altra tradició diu que les dues parelles de bessons van néixer cadascuna d'un ou post per Leda després de la seva unió amb Zeus transformat en cigne. El lloc del naixement normalment és al mont Taíget, a Lacedemònia. Els Dioscurs són herois doris, i això explica alguns aspectes de la seva llegenda on apareixen lluitant contra l'atenès Teseu. Quan Teseu i Pirítous van anar a l'Hades per a aconseguir Persèfone, els Dioscurs van anar a devastar l'Àtica perquè Teseu havia raptat la seva germana Hèlena i l'havia tancada a la fortalesa d'Afidna. Com que Teseu no hi era, van devastar el país fins que Academ els va revelar on era Hèlena. Però els Dioscurs van portar presonera cap a Esparta la mare de Teseu, Etra. A més, van fer fora els fills de Teseu del tron d'Atenes i hi van posar en el seu lloc a Menesteu.
Els Dioscurs van participar en l'expedició dels argonautes i es van distingir en la lluita contra el rei dels bèbrics Àmic. Van ser presents també en la cacera del senglar de Calidó i van ajudar Jàson i Peleu a saquejar Iolcos.
Tindàreu tenia dos germans, Afareu i Leucip. Afareu tenia dos fills, Idas i Linceu que estaven promesos amb les dues filles de Leucip, les Leucípides Febe i Hilaïra. Càstor i Pòl·lux van ser convidats al casament i van raptar les noies. Això va provocar una lluita en la qual van morir Càstor i Linceu. Però una altra versió més coneguda explica que sens dubte els Diòscurs van raptar les Leucípides, però van tenir-hi fills i els cosins no s'hi van oposar. Al contrari, van organitzar en comú una sortida per robar bestiar a l'Arcàdia, però tots quatre van discutir sobre el repartiment del botí. Els Dioscurs van preparar una emboscada als seus cosins, però Càstor va morir a mans d'Idas i Pòl·lux matava Linceu i rebia una ferida. Zeus va fulminar Idas amb un llamp i es va endur Pòl·lux a l'Olimp, però aquest no va acceptar la immortalitat si el seu germà Càstor es quedava a l'Hades. Zeus va permetre llavors que tots dos estiguessin amb els déus però en dies alterns.
En les llegendes romanes els Dioscurs apareixen lluitant al costat dels romans a la batalla del llac Regillus, i van anar a Roma a anunciar la victòria. Van abeurar els seus cavalls a la font Juturna. La nimfa d'aquesta font era considerada la seva germana. Al costat d'aquesta font Juturna van tenir un temple, no gaire lluny del temple de Vesta.
El nom Pòl·lux és una deformació popular itàlica del grec Polideuces. Els dos germans foren famosos, el primer com a genet i guerrer i el segon com a boxador.
També s'anomenaven dioscurs els focs de Sant Elm de dues puntes, que eren un bon presagi pels mariners.

## Els tres grups de Dioscurs
Segons el poeta llatí Ciceró, a la seva obra De Natura Deorum, van existir fins a tres generacions diferents de Dioscurs:
- Els primers Dioscurs, tres en nombre, s'anomenen 'Anactes' a Atenes (Tritopàtre, Eubuli i Dionís), van néixer d'un antiquíssim rei Júpiter (Zeus) i de Prosèrpina (Persèfone).
- Els segons Dioscurs, només dos, Càstor i Pòl·lux, van néixer de Júpiter i de Leda.
- Els tercers Dioscurs, de nou tres, anomenats per alguns Alcón, Melamp i Tmolos, són fills d'Atreu, el nascut de Pèlops.